# Drusilla borneostricta
Drusilla borneostricta (лат.) — вид жуков-стафилинид рода Drusilla из подсемейства Aleocharinae.

## Распространение
Юго-Восточная Азия: Сабах (остров Калимантан, Малайзия).

## Описание
Мелкие коротконадкрылые жуки, длина около 7 мм. Тело блестящее, черновато-коричневое, брюшко красноватое, четвертый-шестой свободные тергиты брюшка коричневые, усики коричневые с двумя базальными члениками желтовато-красными, лапки и передние голени красноватые, задние и средние голени бледно-жёлтые, передние и средние бёдра желтовато-коричневые, задние бёдра коричневые с бледно-жёлтой базальной половиной. Второй членик усика короче первого, третий длиннее второго, четвертый-десятый длиннее первого. Глаза длиннее заглазничной области, если смотреть сверху. Сетчатость передней части тела сильная, у брюшка отсутствует, за исключением пятого свободного тергита, на котором заметна неправильная полигональная сетчатость. Антенны относительно длинные. Переднеспинка длиннее ширины, с широкой центральной бороздкой. Голова относительно небольшая и округлая, с чётко выраженной шеей и с очень коротким затылочным швом, оканчивающимся проксимальнее щеки.

## Систематика
Вид был впервые описан в 2014 году итальянским энтомологом Роберто Пачэ (1935—2017). Новый вид также похож на Drusilla kinabaluensis с Борнео, но окраска брюшка иная, «верхушечный гребень» развит мало, тогда как у D. kinabaluensis он сильно развит, и предвершинная область эдеагуса широкая при взгляде снизу, тогда как у D. kinabaluensis она узкая. Вид и род относят к подтрибе Myrmedoniina в составе трибы Lomechusini.